# (21433) Stekramer
(21433) Stekramer (1998 FO115) – planetoida z pasa głównego asteroid okrążająca Słońce w ciągu 3,3 lat w średniej odległości 2,21 j.a. Odkryta 31 marca 1998 roku.